# Lenninghof
Der Lenninghof, ältere Schreibweise auch Lannichofon, ist ein wüst gefallener Ort in der Nähe von Schmallenberg im Hochsauerlandkreis (Nordrhein-Westfalen). Die Verödung des Ortes fällt wahrscheinlich in die Zeit der Jahrzehnte um 1300.
Lannichofon wurde 1072 in einer Stiftungsurkunde des Klosters Grafschaft unter den Bauernhöfen erwähnt, die dem Kloster unterhaltspflichtig waren. Um 1125 wird der Ort in einer Bestätigungsurkunde Lenninchovin genannt. Diese Lautform findet sich in dem Flurnamen Im Lenninghof und der Straße Lennighof wieder, der ein Gebiet unterhalb der Stadt, in der Nähe der Einmündung des Grafschafter Baches in die Lenne, bezeichnet. Hier etwa muss auch die Siedlung Lenninghof gewesen sein. Offenbar bestand sie im 13. Jahrhundert aus dem Curtis und aus zwei kleineren, 1248 erwähnten Gütern. Um 1301 wurde erwähnt, dass die Markgenossen von Westwich, Nieder- und Oberfleckenberg und von Üntrop, zuvor neun Morgen des Haupthofes bewirtschaftet hatten. So liegt die Vermutung nahe, dass der Hof nicht mehr geschlossen bewirtschaftet wurde. Ein Bestehen des Hofes kann spätestens ab der Mitte des 14. Jahrhunderts nicht mehr angenommen werden, seit dieser Zeit waren etliche Grundstücke an Bürger aus Schmallenberg verpachtet. Das Kloster Grafschaft verzichtete 1776 auf seine Rechte und überließ den Lenninghof der Stadt Schmallenberg.    
Der Ort ist wie viele andere Orte im späten Mittelalter dem großen Wüstungsprozess zum Opfer gefallen. Es hat sich dabei wohl um einen schleichenden, langsamen Vorgang gehandelt. Dieser setzte um 1300 ein.  Der Untergang dieser stadtnahen Siedlung ist vermutlich mit der Entwicklung des städtischen Mittelpunktes von Schmallenberg verbunden. Ein weiterer Grund waren Pestepidemien und das Bedürfnis der Bewohner, in der Stadt Schutz zu suchen.